# Верхнемамонское сельское поселение
Верхнемамонское сельское поселение — муниципальное образование Верхнемамонского района Воронежской области России.
Административный центр — село Верхний Мамон.

## История
Активное заселение среднего Придонья началось после успешного второго Азовского похода Петра Первого (1696 год).
Село основано не позднее 1702 года. В 1766 году произошло разделение на Верхний и Нижний. Наименование село получило от речки Мамонки. Смысловое значение слова «мамон» — богатство, земные пожитки, сокровище.
В 2014 году Верхнемамонское сельское поселение заняло 3-е место на конкурсе «Самый благоустроенный город России» в категории сельских поселений.

## Население
| 2002  | 2010  | 2012  | 2013  | 2014  | 2015  | 2016  | 2017  | 2018  |
| ----- | ----- | ----- | ----- | ----- | ----- | ----- | ----- | ----- |
| 8394  | ↗8564 | ↘8348 | ↘8223 | ↘8092 | ↘7971 | ↘7835 | ↘7699 | ↘7541 |
| 2019  | 2020  | 2021  |       |       |       |       |       |       |
| ↘7468 | ↗7473 | ↗7505 |       |       |       |       |       |       |

## Административное деление
Состав поселения:
- село Верхний Мамон,
- хутор Красноярский.